# تیاگو کاساولا
تیاگو کاساولا (انگلیسی: Tiago Casasola؛ زادهٔ ۱۱ اوت ۱۹۹۵) بازیکن فوتبال اهل آرژانتین است.
از باشگاه‌هایی که در آن بازی کرده‌است می‌توان به باشگاه فوتبال کومو، باشگاه فوتبال فولام، باشگاه فوتبال آ.اس. رم، و باشگاه فوتبال آلساندریا اشاره کرد.
وی همچنین در تیم ملی فوتبال زیر ۲۰ سال آرژانتین بازی کرده‌است.